# Tortilia flavella
Tortilia flavella is een vlinder uit de familie Stathmopodidae. De wetenschappelijke naam is voor het eerst geldig gepubliceerd in 1908 door Chretien.
De soort komt voor in Europa.